# The Tokens

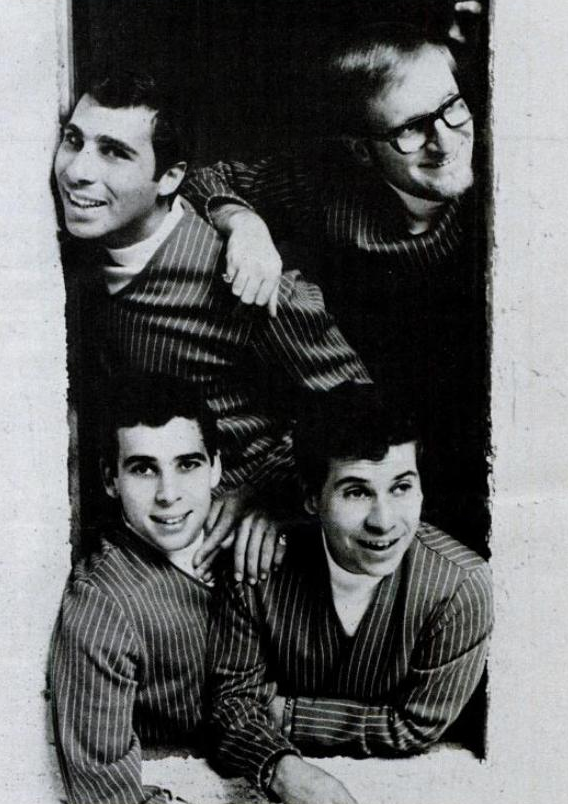
The Tokens

The Tokens was een doowopzanggroep uit Brooklyn die bekend is vanwege hun grote hit The lion sleeps tonight uit 1961. Dit nummer is gebaseerd op het Zuid-Afrikaanse Zoeloelied Mbube van Solomon Linda.
De groep werd in 1955 opgericht als The Linc-Tones, maar had toen niet veel succes. De band bestond uit Hank Medress, Neil Sedaka, Eddie Rabkin en Cynthia Zolitin. Neil Sedaka zou later als tekst- en muziekschrijver aan de lopende band hits schrijven (alleen of met hartsvriendin Carole King) op Tin Pan Alley en vanaf 1960 ook zelf zingen.
In 1960 werd de groep heropgericht, nu onder de naam The Tokens. Deze groep bestond uit dezelfde Hank Medress, aangevuld met Philip (1942-2021) en Mitch Margo en Jay Siegel. The Tokens bleef bestaan tot 1971.